# Čemernica
Čemernica (v srbské cyrilici Чемерница) je pohoří/horský masiv v Bosně a Hercegovině. Nachází se v centrální části země, v blízkosti města Banja Luka, obklopuje ji řeka Vrbas a řeky Ugar a Vrbanja. Nejvyšší vrchol pohoří (Goli Vis) dosahuje 1338 m. Pohoří je zalesněné, jeho lesy jsou administrativně součástí obcí (opštin) Banja Luka, Mrkonjić Grad a Skender Vakuf. Dřevo se v pohoří intenzivně těží.
V podhůří Čemernice se nacházejí města Kotor Varoš a Skender Vakuf.
Na severním svahu pohoří se nachází vodní elektrárna Bočac. V Čemernici pramení řada říček a potůčků, největší z nich jsou Cvrcka a Jakotina.